# Williams FW18

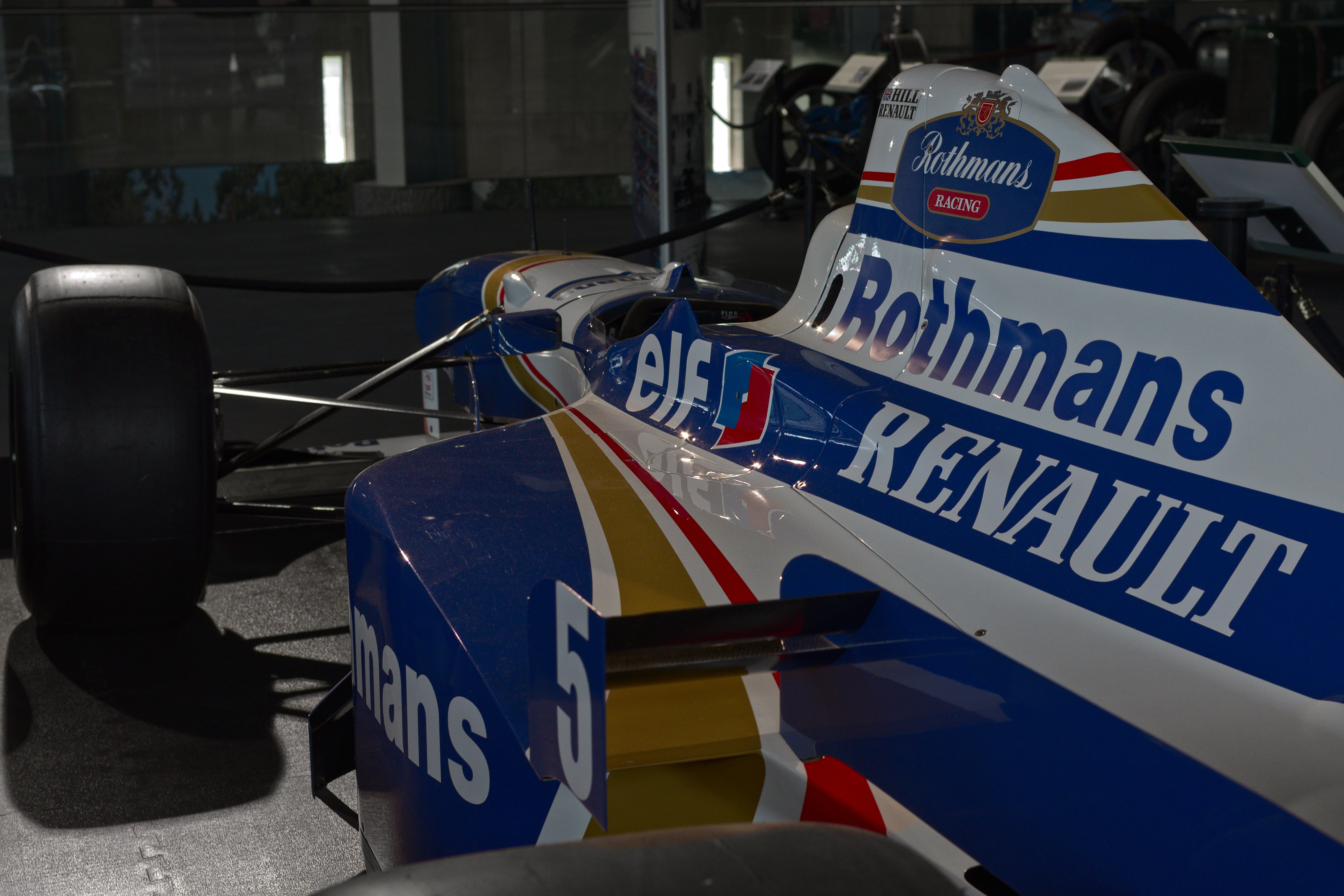
Detalle capó del FW18.

El Williams FW18 fue un monoplaza de Fórmula 1 diseñado por Adrian Newey y Eghbal Hamidy bajo la dirección de Patrick Head para el equipo británico Williams. Compitió en la temporada 1996. Fue pilotado por Jacques Villeneuve en su debut y por Damon Hill, quien disputaba su cuarta temporada consecutiva con la escudería.
Es uno de los monoplazas más exitosos en la historia de Williams, ganando de forma holgada el título de constructores y dándole el título de pilotos a Hill.

## Desarrollo

### Génesis
El equipo de Frank Williams aun se recuperaba de la trágica temporada de 1994, pero en la segunda mitad de 1995 ya habían ganado fuerza con la introducción de la especificación “B” del FW17 con motor Renault Renault RS7 V10. Los cambios en las reglas entre las temporadas 1995 y 1996 en lo referente a las áreas técnicas que podían comprometer las prestaciones del coche fueron relativamente pequeñas, en comparación con los drásticos cambios entre el 1994 y 1995 que supusieron entre otros la eliminación de las suspensiones activas y el control de tracción que daban ventaja a Williams. Esta vez el reglamento jugó a favor de los británicos permiténdoles sacar un mayor provecho del buen diseño del FW17. Paradójicamente, aunque el reglamento técnico y deportivo publicado por la FIA para la temporada de 1996 no fue determinante en cuanto a alterar el statu quo de los diseños existentes, el terrible fin de semana del Gran Premio de San Marino de 1994 en el que fallecieron Ayrton Senna a bordo del Williams FW16, Roland Ratzenberger (Simtek S941) y que casi también le cuesta la vida a Rubens Barrichello (Jordan 194), desembocó en la adopción por parte de la FIA de algunas de las normas más importantes e influyentes relativas a la seguridad en la historia de la Fórmula 1 moderna como la inclusión de las pruebas de choque realizadas bajo supervisión de la Federación.

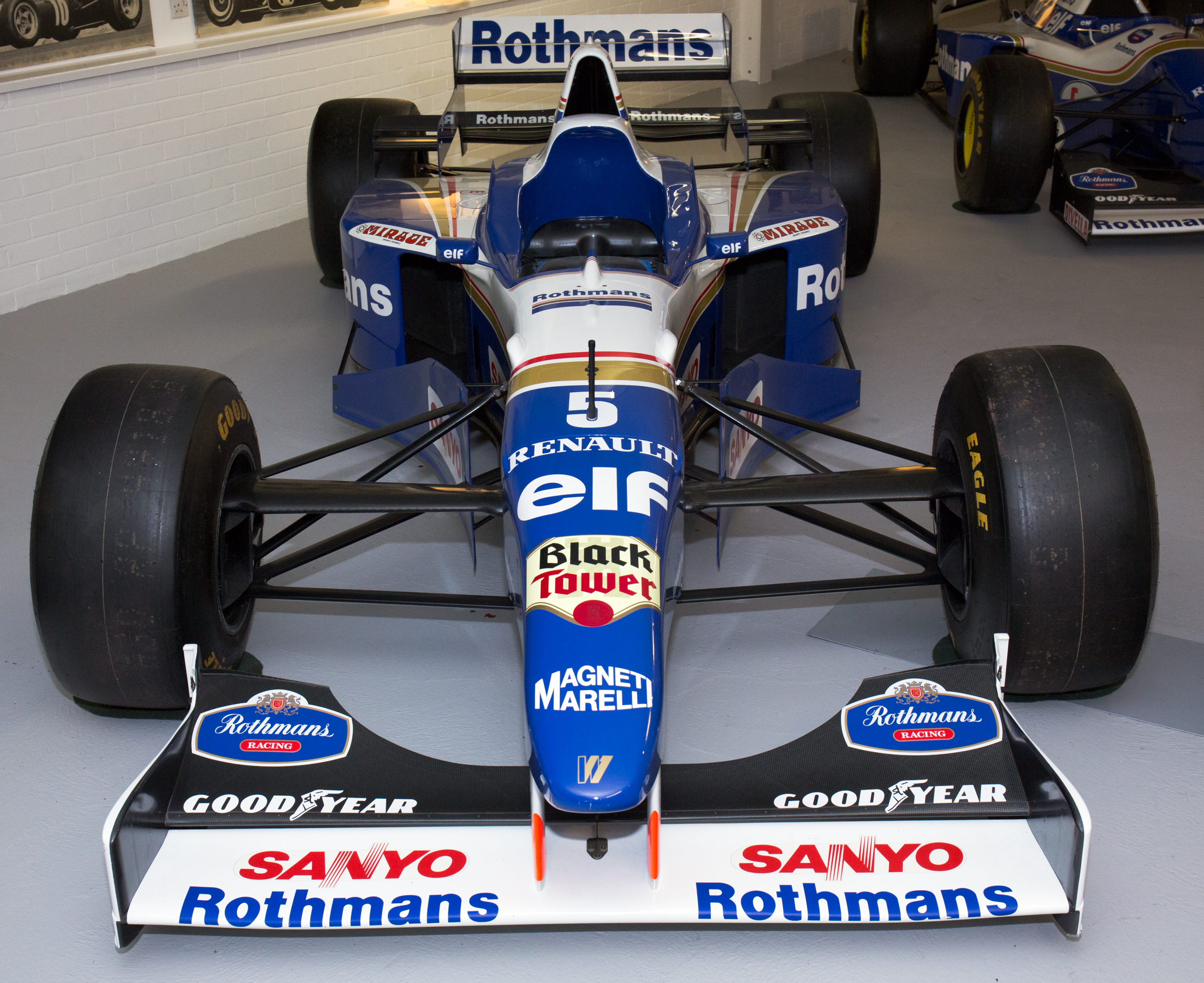
Williams FW18 en la Donington Grand Prix Collection.

### Chasis y suspensión
El chasis del FW18 es un monocasco de fibra de carbono, con una suspensión Penske de doble horquilla que parecía muy convencional sobre el papel. Cumpliendo las nuevas especificaciones de la FIA, en Williams se centraron en ofrecer una mayor protección al piloto bajando el asiento y rodeándolo de un chasis más seguro subiendo las roll bars. Se ampliaron los grosores de almohadillas de protección de cabina de 75 a 100 mm, siendo además de espuma Confor que tiene la particularidad de endurecerse al absorber un fuerte golpe. Esto influyó en uno de los cambios más notables sobre el FW17 al desplazar hacia abajo notablemente el centro de gravedad del automóvil. Además se conservaron los diseños laterales de los FW14 / 15 / 16 y mantuvo el morro levantado que se mostró aún más eficiente con las nuevas regulaciones del alerón delantero.
Con el centro de gravedad más bajo y con un paquete de aerodinámica convencional pero muy efectivo creado por Newey, el monoplaza según Damon Hill estaba bien equilibrado y era más fácil de conducir.

### Motor y transmisión
El Williams FW18 monta un motor Renault RS8 diseñado, como su predecesor RS7 del FW17, por Bernard Dudot. Este motor es un 10 cilindros con un bloque en V a 67°, 3 litros de cubicaje, 4 árboles del levas en cabeza, 40 válvulas neumáticas, inyección directa Magneti Marelli y una potencia declarada de 750 CV. Esta potencia se transfería a las ruedas traseras a través de un cambio de seis velocidades con levas en el volante. El RS8, es en apariencia una versión un poco más alta del RS7 que a su vez había heredado el bloque del RS6 de 3.5 litros. El nuevo RS8 ganó así mucho espacio para una longitud de carrera mayor de los 623 mm del RS7. Se lanzó una versión denominada 'A' para la sexta carrera del año, el GP de Mónaco y una versión 'B' en el GP de Francia, novena de la temporada.
Los Benetton B196 pilotados por Gerhard Berger y Jean Alesi también montaban el RS8 de Renault.
La transmisión es semiautomática en posición transversal trasera, desarrollada por Williams y Komatsu, se controlaba con un cambio de 6 velocidades por levas en el volante.

### Neumáticos y frenos
El FW18 compitió con Goodyear siendo 1996 el último año de esta marca de neumáticos como fabricante único la para la temporada de Fórmula 1. Los lleva montados en unas llantas OZ de 13 pulgadas. Monta unos frenos de disco ventilados cerámicos al carbono de AP / Carbon Industries.

## Temporada
Con 12 victorias en 16 carreras, el Williams FW18 es uno de los coches más exitosos en la historia de la Fórmula 1. Esto ayudó a Williams para hacerse con su cuarta corona de Constructores en cinco años. El dominio del equipo seguirá una temporada más con Jacques Villeneuve, logrando el título de pilotos y otro de constructores. 

### Pilotos

#### Damon Hill
Véase también: Damon Hill
Llegó al equipo en 1993 procedente de Brabham y 1996 fue su último año en Williams. Para Hill, el FW18 el mejor coche que ha pilotado jamás. "Brillantemente equilibrado, jamás se mostró nervioso, respondiendo noblemente a cualquier orden que le dieras." No en vano fue "fabricado para él". El piloto ha contado que a lo largo de su carrera deportiva en automovilismo siempre tuvo problemas para entrar en los coches. Newey fue muy consciente del problema y desarrolló un vehículo del que Damon Hill aseguraba que "era más cómodo que meterse en cama por la noche"

#### Jacques Villeneuve
Véase también: Jacques Villeneuve
Llegó a Williams sustituyendo a David Coulthard y tras ganar la CART y la Indy 500 en 1995. Es hijo del legendario Gilles Villeneuve. 

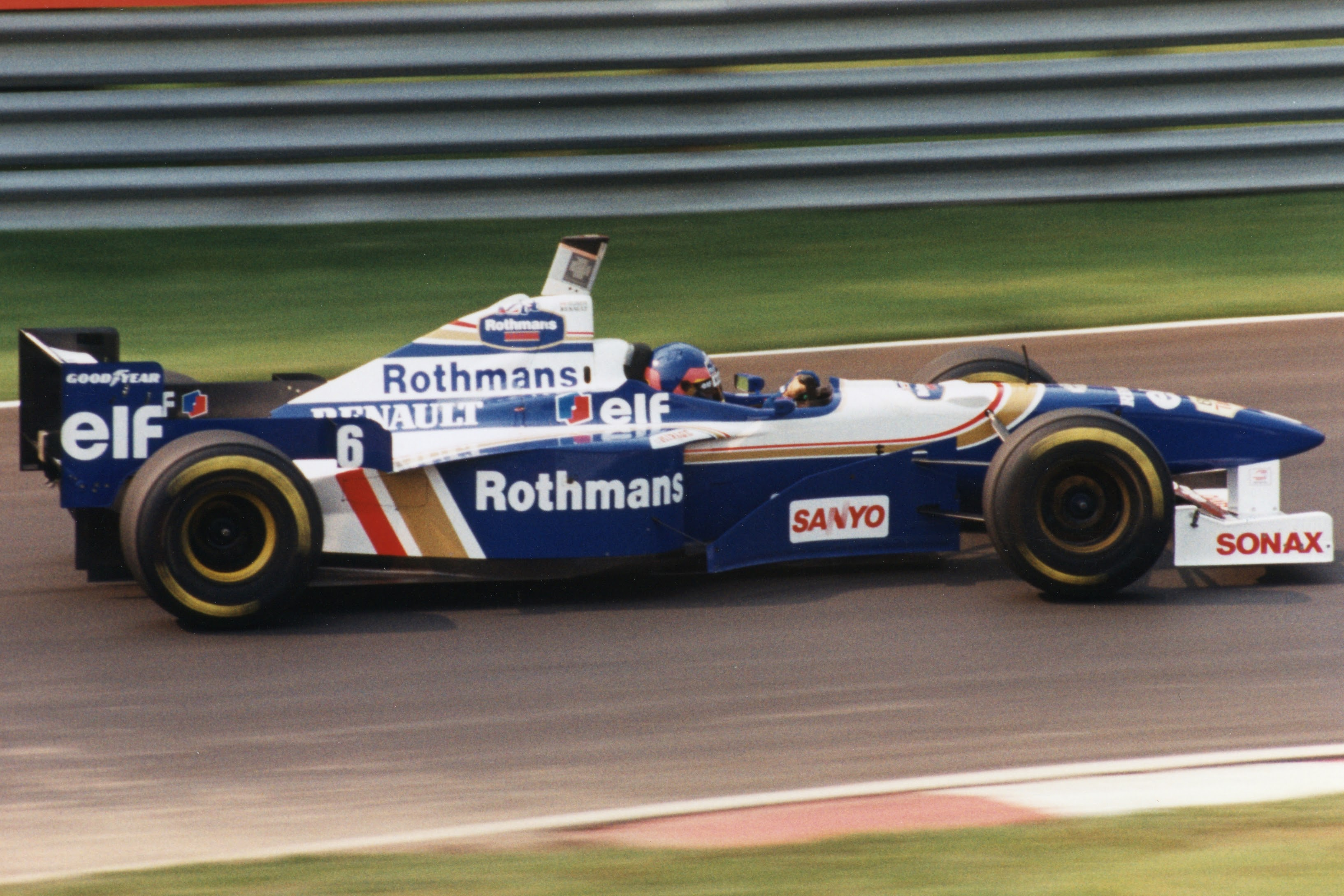
Jacques Villeneuve en el Gran Premio de Canadá disputado en Montreal en 1996

### Grandes Premios
Véase también: Temporada 1996 de Fórmula 1
El comienzo de la temporada fue brillante. Villeneuve obtuvo la pole position y estableció la vuelta más rápida en la apertura de temporada en Australia pero en carrera, a sólo 5 vueltas del final y con más de 1 minuto sobre el tercer clasificado (Eddie Irvine), recibió órdenes de aminorar la marcha por problemas de motor. Al ser adelantado por Hill, Jacques perdió la oportunidad de ser el único piloto de la historia en ganar una carrera de Fórmual 1 en su debut.. Esa fue una de las dos únicas ocasiones que un monoplaza obtiene un 1-2 en su primer Gran Premio.
El monoplaza respondió bien a los cambios de configuración y fue competitivo en todo tipo de circuitos, con al menos un piloto de Williams en el podio, excluyendo Mónaco y el Gran Premio de Italia. En el Gran Premio de Mónaco ambos pilotos se retiraron de la carrera. Damon también se retiró del Gran Premio de España, pero Villeneuve terminó tercero en el circuito de Barcelona-Cataluña.
Williams se recuperó en las dos siguientes carreras en Canadá y Francia. Hill ganó ambos eventos, mientras que Villeneuve fue segundo. El piloto británico ganó la carrera local de su compañero de equipo, pero Jacques se vengó al ganar la carrera en Silverstone donde abandonó Hill. En el Campeonato de Fabricantes, Williams estaba 60 puntos por delante del Benetton, segundo clasificado, con seis carreras restantes.
El último tercio de la temporada fue bastante emocionante. Hill ganó en Hockenheim, mientras que Villeneuve fue el ganador en Hungaroring. El piloto canadiense terminó segundo en Bélgica, mientras que el líder del campeonato terminó quinto en la carrera en Spa. Sin embargo, a falta de tres carreras, todavía estaba 13 puntos por delante de Villeneuve. El Gran Premio de Italia fue la segunda carrera de la campaña en la que ambos pilotos del Williams FW18 no lograron puntuar después de la retirada de Hill y un séptimo puesto de  Villeneuve.
El equipo de Williams consiguió el título de Fabricantes mucho antes. Al final de la campaña, el equipo británico tenía 105 puntos de ventaja sobre el segundo puesto de Ferrari, lo que demostró que Williams FW18 era uno de los autos más dominantes de la Fórmula 1 de la década de 1990.
La racha ganadora de Williams FW18 continuó en las siguientes cuatro carreras. Hill triunfó en Interlagos, el Autódromo Oscar Alfredo Gálvez y en Imola, mientras que Villeneuve anotó su primera victoria en F1 en Nurburgring y también obtuvo el segundo lugar en Argentina.
El equipo anotó otro 1-2 en Portugal. Jacques ganó la carrera en Estoril y redujo la diferencia con Hill a nueve puntos antes de la carrera final en Japón. A pesar de haber marcado cuatro victorias contra las siete de Hill, la consistencia de Villeneuve le permitió pelear por el título de pilotos hasta la ronda final. El piloto canadiense ganó la pole position para la carrera en Suzuka, pero tuvo un mal comienzo y se retiró de la carrera después de que se le cayó la rueda trasera derecha. Hill ganó la carrera y el título.

### Palmarés
El FW18 fue además extremadamente fiable, sólo sufrió 4 fallos mecánicos en 32 salidas y completó 1778 vueltas de un total de 2028, ganando doce de las dieciséis carreras y el Campeonato de Constructores para Williams por un margen cómodo, lo que les permitió a Hill y Villeneuve luchar por el título sin muchas preocupaciones por los pilotos de equipos rivales. También es conveniente destacar que sumado a las superiores prestaciones del Williams, otro de los factores del dominio del FW18 fueron los recientes cambios en los principales equipos rivales: Benetton (con los B196 pilotados por Gerhard Berger y Jean Alesi), el equipo que había vencido a Williams en las últimas dos temporadas, perdió a Michael Schumacher que se llevó a varias personas técnicas clave a Ferrari. Sin embargo, los Ferrari F310 de Schumacher y Eddie Irvine no fueron lo suficientemente fiables y tuvieron que esperar hasta 1997 para poder disputar el título de constructores.
Con el este coche, Damon Hill se convirtió en el primer hijo de un Campeón del Mundo en convertirse en Campeón.

## Resultados
(Clave) (negrita indica pole position) (cursiva indica vuelta rápida)

| Año     | Motor       | Neu. | N.º | Pilotos            | 1   | 2   | 3   | 4   | 5   | 6   | 7   | 8   | 9   | 10  | 11  | 12  | 13  | 14  | 15  | 16  | Puntos | Pos. |
| ------- | ----------- | ---- | --- | ------------------ | --- | --- | --- | --- | --- | --- | --- | --- | --- | --- | --- | --- | --- | --- | --- | --- | ------ | ---- |
| 1996    | Renault V10 | G    |     |                    | AUS | BRA | ARG | EUR | SMR | MON | ESP | CAN | FRA | GBR | GER | HUN | BEL | ITA | POR | JPN | 175    | 1.º  |
| 1996    | Renault V10 | G    | 5   | Damon Hill         | 1   | 1   | 1   | 4   | 1   | Ret | Ret | 1   | 1   | Ret | 1   | 2   | 5   | Ret | 2   | 1   | 175    | 1.º  |
| 1996    | Renault V10 | G    | 6   | Jacques Villeneuve | 2   | Ret | 2   | 1   | 11  | Ret | 3   | 2   | 2   | 1   | 3   | 1   | 2   | 7   | 1   | Ret | 175    | 1.º  |
| Fuente: |             |      |     |                    |     |     |     |     |     |     |     |     |     |     |     |     |     |     |     |     |        |      |

## Exhibiciones y legado

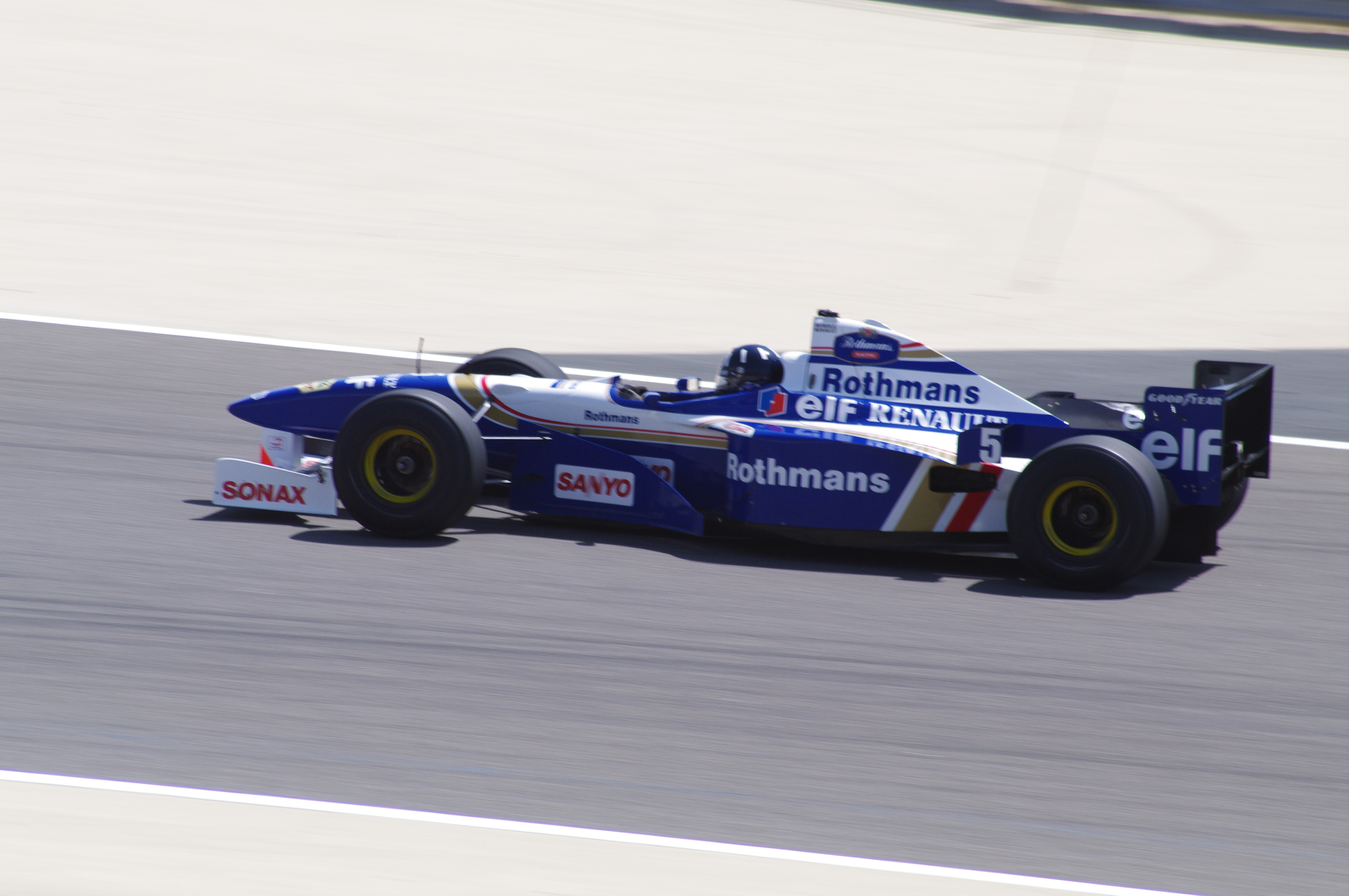
Damon Hill exhibiendo el Williams FW18 en el Gran Premio de Baréin de 2010

- Hill se volvió a unir con el FW18 14 años después de su campeonato, cuando exhibió el monoplaza en el Gran Premio de Baréin de 2010. El FW18 ha aparecido varias veces en el festival de Goodwood, concretamente en los años 2009, 2010 y 2014, cuando Hill pilotó el coche le mismo fin de semana que Felipe Massa.[12]
- Actualmente se puede visitar en el National Motor Museum en Beaulieu, en el corazón de New Forest, perteneciente al condado inglés de Hampshire.
- El FW18 aparece como uno de los coches clásicos en las ediciones de 2013, 2017 y 2018 del videojuego Formula One Championship Edition.

### Páginas web
- Federación Internacional del Automóvil
- Williams Racing
- Renault Sport